# Broadus Erle
Broadus Erle (* 21. März 1918 in Chicago; † 6. April 1977 in Guilford, Connecticut) war ein US-amerikanischer Geiger und Musikpädagoge.
Erle wuchs in Toronto auf und hatte den ersten Violinunterricht bei seiner Mutter. Bereits im Alter von sechs Jahren trat er in Vaudevilleaufführungen auf. Er hatte später kaum formalen Unterricht. Zweimal besuchte er kurz das Curtis Institute, einmal die Juilliard School. Sein wichtigster Lehrer war Alexander Bloch, ein Assistent Leopold Auers.
Das besondere Interesse Erles galt der zeitgenössischen Musik. Bereits während seiner Lehrtätigkeit am Swarthmore College gründete er das 20th Century Music Quartet, das jedoch nur kurze Zeit bestand. 1948 gründete er mit dem Geiger Matthew Raimondi, dem Bratschisten Walter Trampler und dem Cellisten Claus Adam das New Music Quartet, das bis 1956 bestand und sich mit seinen Aufführungen und Aufnahmen maßgeblich um die Förderung der Neuen Musik verdient machte.
1956 ging Erle nach Tokio als Konzertmeister des neu gegründeten Philharmonieorchester Japan, dem er bis 1960 angehörte. In dieser Zeit unterrichtete er auch an der Toho School of Music. Nach seiner Rückkehr begann er an der Musikschule der Yale University zu unterrichten, ab 1968 hatte er eine Professur inne. Daneben war er Erster Geiger des Yale String Quartet, mit dem er mehrere Aufnahmen einspielte, und Konzertmeister des New Haven Symphony Orchestra. 1977 starb er an einer Krebserkrankung.